# 도시의 블루스
《도시의 블루스》(영어: Outlaw Blues)은 1977년에 개봉한 미국의 영화이다.

## KBS 성우진 (2001년 6월 3일)
- 오세홍 - 바비(피터 폰다)
- 함수정 - 티나(수잔 세인트 제임스)
- 김현직 - 듀프리(제임스 T. 캘러헌)
- 온영삼 - 경찰서장
- 김관진 - 해치(마이클 러너)
- 한상덕 - 엘로이 (스티브 프롬홀즈)
- 김태웅 - 부소장(리차드 록밀러)
- 안종익 - 크란츠
- 박규웅 - 리온(지니 레이더)
- 장호비 - 앵커(데이프 헬퍼트)
- 김순영 - 비서
- 이장원 - 기자(제프리 프리드먼)
- 정현경 - 케시(장 리타 코블러)